# Ol'ga Orlova
Ol'ga Jur'evna Orlova (in russo Ольга Юрьевна Орлова?; Mosca, 13 novembre 1977) è una cantante e attrice russa.
È stata la fondatrice e la rappresentante del gruppo pop Blestjaščie dal 1995 al 2000. Nel 2015, dopo aver intrapreso la carriera da solista, si unisce al gruppo Velvet Music.

## Discografia

### Album
Con i Blestyashchie
- 1996 - Tam, tol'ko tam
- 1997 - Tam, tol'ko tam (Remixes)
- 1998 - Prosto mečty
- 2000 - O ljubvi
- 2000 - Belym snegom

Solista
- 2001 - Pervyj
- 2006 - Esli ty menja ždëš'

## Filmografia
- Anna Karamazoff (1991)
- Zolotoj vek (2003)